# Montigny-le-Tilleul
Montigny-le-Tilleul (en való Montgneye-Tiyoû) és un municipi belga de la província d'Hainaut a la regió valona. Limita amb els municipis de Thuin, Charleroi, Fontaine-l'Évêque i Ham-sur-Heure-Nalinnes. El 1977, va annexionar el municipi de Landelies. Està situat entre el Sambre i l'Eau d'Heure.

## Agermanaments
- Vincennes
- Montereale Valcellina